# École de Berkeley
L’école de Berkeley est un courant de pensée géographique né au début du XXe siècle à l’université de Californie à Berkeley. Il a pour fondateur Carl Sauer (1889-1975), un géographe américain influencé par l’école allemande.

## Fondement
Ce courant de pensée délaisse l’approche régionale proprement dite pour s’intéresser plutôt à la morphologie du paysage culturel.  
La culture (matérielle ou non-matérielle) permet à l’homme de modifier le paysage naturel (natural landscape) pour en faire un paysage culturel (cultural landscape).